# Step Up Revolution
Step Up Revolution (bra: Ela Dança, Eu Danço 4; prt: Step Up Revolução) é um filme em 3D de drama e musical de 2012. Com Scott Speer na direção, o filme é estrelado por Ryan Guzman, com o resto do elenco sendo composto por Kathryn McCormick, Misha Gabriel, Peter Gallagher, e Adam G. Sevani. O roteiro foi escrito por Adam Shankman, Jennifer Gibgot, Erik Feig e Patrick Wachsberger. 
É a quarta parte da franquia Step Up, sucedido por Step Up: All In.

## Elenco
- Ryan Guzman como Sean
- Kathryn McCormick como Emily Anderson.
- Misha Gabriel como Eddy
- Peter Gallagher como William "Bill" Anderson
- Adam G. Sevani como Moose
- Stephen "tWitch" Boss como Jason
- Chadd "Madd Chadd" Smith como Vladd
- Tommy Dewey como Trip
- Cleopatra Coleman como Penelope
- Megan Boone como Claire
- Sean Rahill como Iris
- Phillip "Pacman" Chbeeb
- Justin "Jet Li" Valles
- Mari Koda como Kido
- Roi S como "Sorted"

## Trilha Sonora
A trilha sonora que constitui o filme foi lançada a 17 de Julho de 2012.
| N.º            | Título                                 | Artista(s)                                                 | Duração |  |
| 1.             | "Let's Go (Ricky Luna Remix)"          | Travis Barker com Yelawolf, Twista, Busta Rhymes & Lil Jon | 3:45    |  |
| 2.             | "Live My Life (Party Rock Remix)"      | Far East Movement com Justin Bieber & Redfoo               | 4:15    |  |
| 3.             | "Hands In The Air"                     | Timbaland com Ne-Yo                                        | 4:01    |  |
| 4.             | "Bad Girls (Nick Thayer Remix)"        | M.I.A.                                                     | 4:38    |  |
| 5.             | "Get Loose"                            | Sohanny & Vein                                             | 3:17    |  |
| 6.             | "Feel Alive (Revolution Remix)"        | Fergie com Pitbull & DJ Poet                               | 4:08    |  |
| 7.             | "U Don’t Like Me (Datsik Remix)"       | Diplo com Lil Jon                                          | 4:43    |  |
| 8.             | "This Is the Life"                     | My Name Is Kay                                             | 3:49    |  |
| 9.             | "Bring It Back"                        | Travis Porter                                              | 3:38    |  |
| 10.            | "Goin' In"                             | Jennifer Lopez com Flo Rida                                | 4:09    |  |
| 11.            | "Dance Without You (Ricky Luna Remix)" | Skylar Grey                                                | 3:14    |  |
| 12.            | "I Don’t Like You (Nick Thayer Remix)" | Eva Simons                                                 | 4:28    |  |
| 13.            | "To Build A Home"                      | The Cinematic Orchestra                                    | 6:09    |  |
| Duração total: | Duração total:                         | Duração total:                                             | 54:14   |  |